# Paul Galand (scientifique)
Pour l'homme politique, voir Paul Galand.
Paul Galand est docteur en sciences zoologiques et agrégé de l'Université libre de Bruxelles (ULB) en biologie cellulaire. Il a dirigé le laboratoire de Cytologie et de Cancérologie expérimentale de la Faculté de Médecine de l'ULB et été président de la section belge du Fonds mondial pour la nature (WWF). Passionné par la vulgarisation scientifique, il participe à des émissions animalières dès 1963 et pendant plus de 48 ans à l'émission Le Jardin extraordinaire de la RTBF en tant que conseiller scientifique et présentateur.

## Publications
- (en) Woodland Animals illustré par Ghislaine Joos, Hart-Davis MacGibbon Limited, 1971,  (ISBN 0298120054).
- (en) Water Animals illustré par Ghislaine Joos, Hart-Davis MacGibbon Limited, 1971,  (ISBN 0298120062).
- Records de longévité, illustré par Ghislaine Joos, Éditions des Deux coqs d'or, 1973.
- (en) Record Holders in the Animal World: Lifespan, Volume 3, traduit par Shirley Palmer, illustré par Ghislaine Joos, Hart-Davis, 1973.
- Animaux domestiques, illustré par	Ghislaine Joos, Deux coqs d'or, 1973.
- Les Animaux et leur maison, illustré par Ghislaine Joos, Deux coqs d'or, 1973.
- Animaux aquatiques, Deux coqs d'or, 1976.
- L'énergie et l'homme : une histoire et un dossier de l'énergie, illustré par Louis Joos, RTL Edition, 1985,  (ISBN 2879510910).
- (nl) De Afrikaanse fauna, Artis-Historia, 1990.
- Le Monde sous-marin, Bruxelles, Artoria, 1995,  (ISBN 2873910895).
- Sites naturels d'Europe, Editions Artis-Historia, 1998,  (ISBN 2873911875).
- Amours et stratégies, Editions Artis-Historia, 2002,  (ISBN 2873913320).
- Les jeux de l'amour, du hasard et de la mort : Comportement animal et évolution, Racine Lannoo, 2011,  (ISBN 2873867299).